# Opisthopsis pictus
Opisthopsis pictus är en myrart som beskrevs av Carlo Emery 1895. Opisthopsis pictus ingår i släktet Opisthopsis och familjen myror.

## Underarter
Arten delas in i följande underarter:
- O. p. bimaculatus
- O. p. lepidus
- O. p. palliatus
- O. p. pictus